# Страшков, Анатолий Михайлович
Анатолий Михайлович Страшков (род. 4 февраля 1955, Новотроицкое, Курганская область) — председатель Арбитражного суда Курганской области (2003—2015).

## Биография
Анатолий Михайлович Страшков родился 4 февраля 1955 года в селе Новотроицком Новотроицкого сельсовета Частоозерского района Курганской области, ныне село входит в Частоозерский муниципальный округ той же области.
В 1973—1975 годах служил в рядах Советской Армии.
В 1979 году окончил Свердловский юридический институт по специальности «правоведение».
В 1979 году работал и. о. следователя Макушинской прокуратуры Курганской области.
В 1979—1981 годах — секретарь Макушинского районного комитета ВЛКСМ.
В 1981—1985 годах — народный судья Макушинского районного суда Курганской области.
В 1985—1986 годах — председатель Макушинского районного суда Курганской области.
В 1986—1988 годах — судья Курганского областного суда.
В 1988—1991 годах — инструктор Курганского обкома КПСС.
В 1991—2000 годах — судья Курганского областного суда. Указом Президента Российской Федерации от 1 апреля 1995 года № 319 назначен членом президиума Курганского областного суда.
С 4 декабря 2000 года — заместитель председателя Курганского областного суда.
Указом Президента Российской Федерации от 1 сентября 2003 года № 1026 назначен председателем Арбитражного суда Курганской области на 6-летний срок полномочий.
Указом Президента Российской Федерации от 27 июля 2009 года № 858 назначен председателем Арбитражного суда Курганской области на 6-летний срок полномочий, имеет первый квалификационный класс судьи.
В 2004 году и в 2008 году был избран делегатом на VI и VII Съезды судей Российской Федерации.
В 2005 году окончил курс обучения для судей арбитражных судов на тему «Процессуальное право», в 2006 году на тему «Международное частное право».
А.М. Страшков в 2005 году инициировал совместно с администрацией Курганской области строительство нового помещения для арбитражного суда. С 2007 года Арбитражный суд Курганской области расположен в здании по ул. Климова, 62.
Страшков А.М. обратился в Высшую квалификационную коллегию судей Российской Федерации с письменным заявлением о прекращении его полномочий судьи, председателя Арбитражного суда Курганской области с 26 июля 2015 года на основании подпункта 1 пункта 1 статьи 14 Закона Российской Федерации «О статусе судей в Российской Федерации» в связи с уходом в отставку. Высшая квалификационная коллегия судей Российской Федерации единогласно решила прекратить с 26 июля 2015 года полномочия судьи, председателя Арбитражного суда Курганской области Страшкова Анатолия Михайловича на основании подпункта 1 пункта 1 статьи 14 Закона Российской Федерации «О статусе судей в Российской Федерации» в связи с уходом в отставку.
15 февраля 2019 года избран в состав Совета ветеранов судей в отставке, работников аппарата судов и Управления Судебного департамента в Курганской области.

## Награды и звания
- Заслуженный юрист Российской Федерации, за заслуги в укреплении законности, защите прав и законных интересов граждан, многолетнюю плодотворную работу, 2 августа 2007 года[9][10][11]
- Медаль «За заслуги перед судебной системой Российской Федерации», 2013 год
- Юбилейная медаль «20 лет арбитражным судам Российской Федерации», 2011 год
- Почетная грамота Высшего Арбитражного Суда Российской Федерации, февраль 2005 года
- Почетная грамота Администрации (Правительства) Курганской области, 2005 год и 2007 год
- Почетная грамота совета судей Курганской области, март 2003 года